# Domo de granito

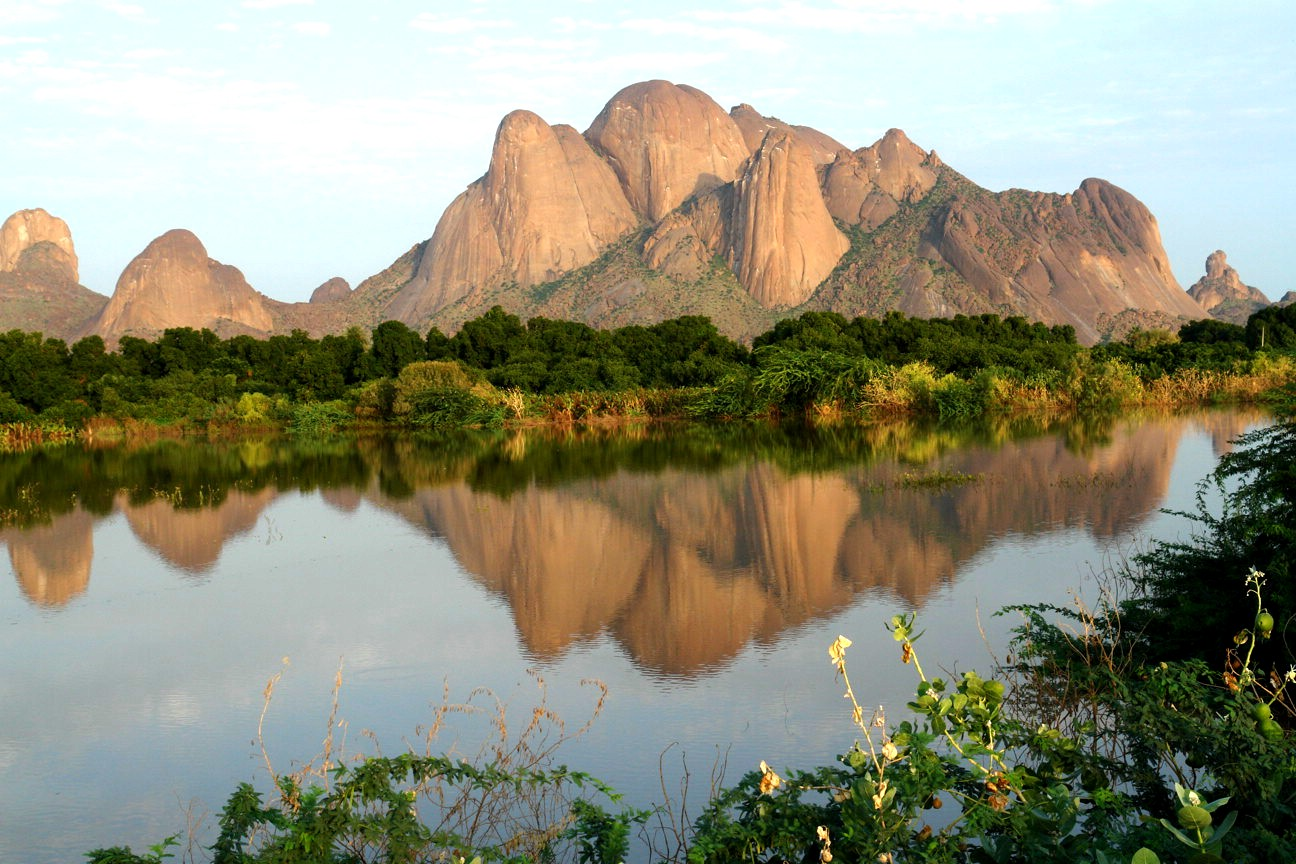
Domos graníticos en Taka, Sudán.

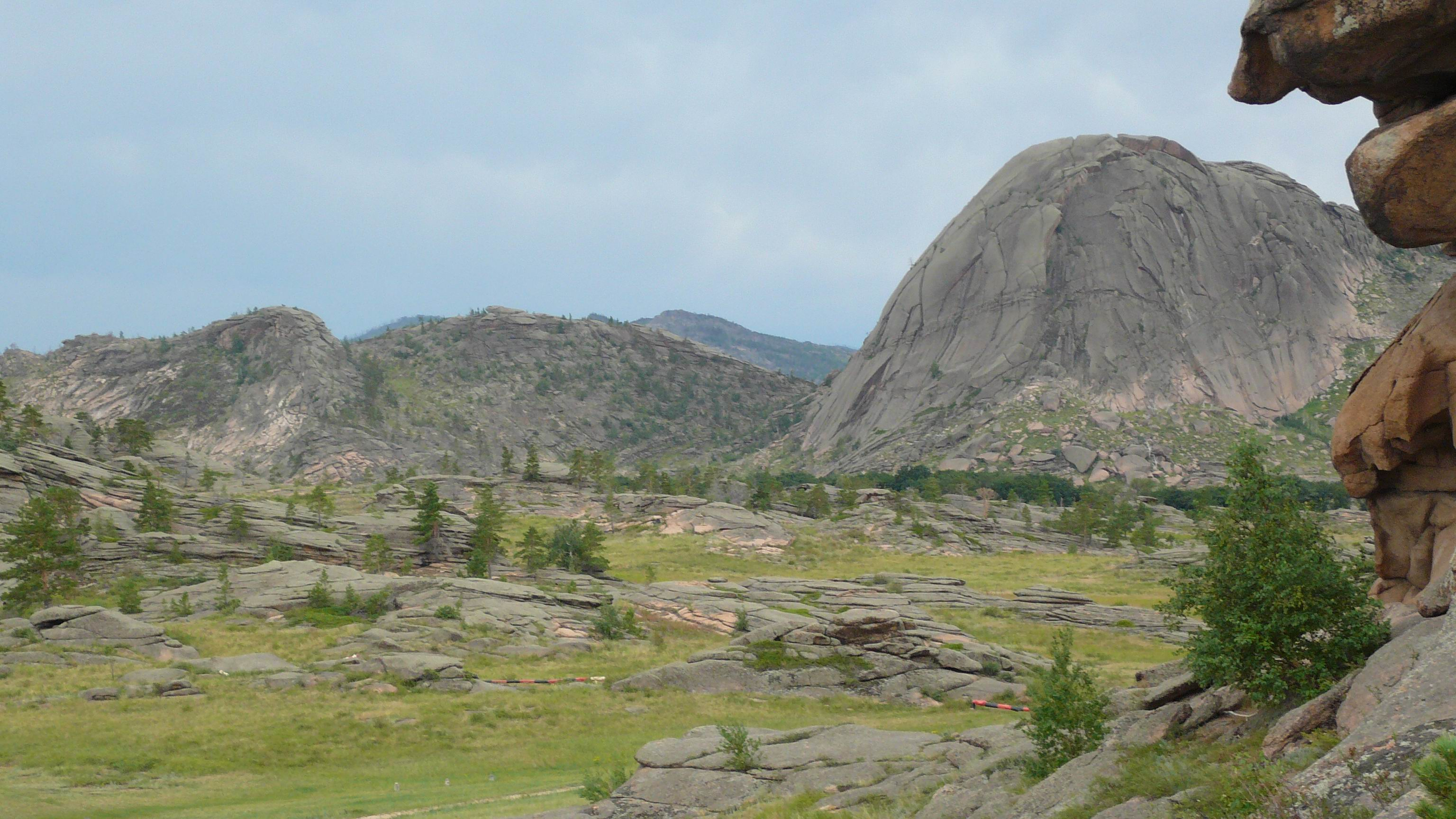
Monte Bulka, un monolito de granito en el Parque nacional de Bayanaul, Kazajistán.

Los domos de granito son colinas abovedadas compuestas de granito con roca desnuda expuesta sobre la mayor parte de la superficie. Generalmente, las características de cúpula como estas se conocen como bornhardts. Los bornhardts pueden formarse en cualquier tipo de roca plutónica, pero normalmente están compuestos de granito y gneis granítico. A medida que los plutones graníticos se enfrían a kilómetros por debajo de la superficie de la Tierra, a partir de una gran masa de magma, los minerales de la roca cristalizan bajo una presión de confinamiento uniforme. La erosión acerca la roca a la superficie de la Tierra y la presión desde arriba de la roca disminuye; como resultado, la roca se fractura. Estas fracturas se conocen como diaclasas, juntas de exfoliación o fracturas de láminas y se forman en patrones algo curvados, similares a capas de cebollas, que son subparalelos a la superficie de la Tierra y del plutón. Estas láminas de roca se desprenden de la superficie expuesta y, en determinadas condiciones, desarrollan estructuras abovedadas. 
 Las teorías adicionales sobre el origen de las cúpulas de granito implican retroceso de escarpes y levantamiento tectónico.

## Fracturas de láminas
Las fracturas laminares son fracturas arqueadas que definen losas de roca que varían de 0.5 a 10 metros de espesor. Normalmente se forman en conjuntos paralelos a la superficie de la Tierra, pero pueden formarse en conjuntos convexos hacia arriba o cóncavos hacia arriba. Hay varias explicaciones posibles para la formación de fracturas laminares. La hipótesis más popular es que son el resultado de la expansión y la fractura tangencial como consecuencia de la descarga erosiva o la liberación de presión. Existe evidencia que respalda esta hipótesis cuando se observan accidentes geográficos graníticos que tienen fracturas de láminas. El granito se forma en las profundidades de la corteza terrestre en condiciones de alta presión ambiental o litostática. Para que el granito quede expuesto en la superficie de la Tierra, se debe erosionar un espesor considerable de roca. Esta descarga permite que el granito se expanda radialmente y se formen fracturas de láminas tangencialmente a la tensión radial. Esto indica que la forma de la superficie terrestre preexistente determina la geometría de las fracturas de la lámina.

## Otras teorías de origen
Una hipótesis es que los domos de granito son bloques levantados. Este es el caso de algunos domos de granito, pero las articulaciones de exfoliación relacionadas con la fractura son las que controlan las pendientes pronunciadas. Otra teoría que se refiere a los bornhardts aislados es que permanecen después de la recesión de la escarpa de larga distancia. La meteorización relacionada con la humedad es lo que causa la recesión de la escarpa. En el caso del granito en un paisaje disecado, el granito seco en lo alto de una pendiente permanece estable y actúa como piedra de roca. El granito debajo de este se desgasta y erosiona más fácilmente porque ha estado expuesto a la humedad y se ha desgastado. En última instancia, esto conduce al empeoramiento de la pendiente y al colapso de los elementos de pendiente más altos, así como al mantenimiento de escarpes de inclinación y morfología esencialmente constantes durante el desgaste.

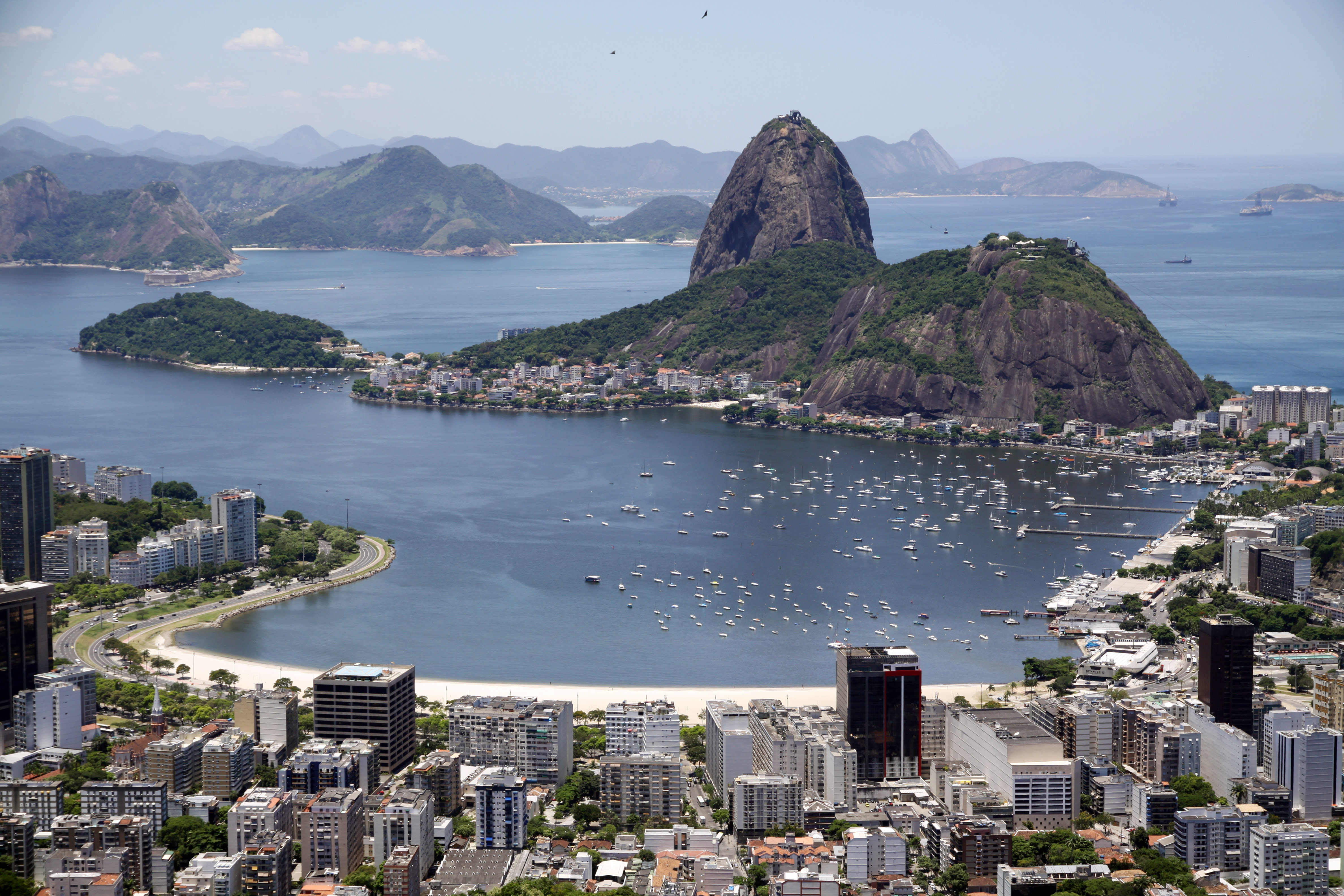
Pan de Azúcar en Río de Janeiro, Brasil
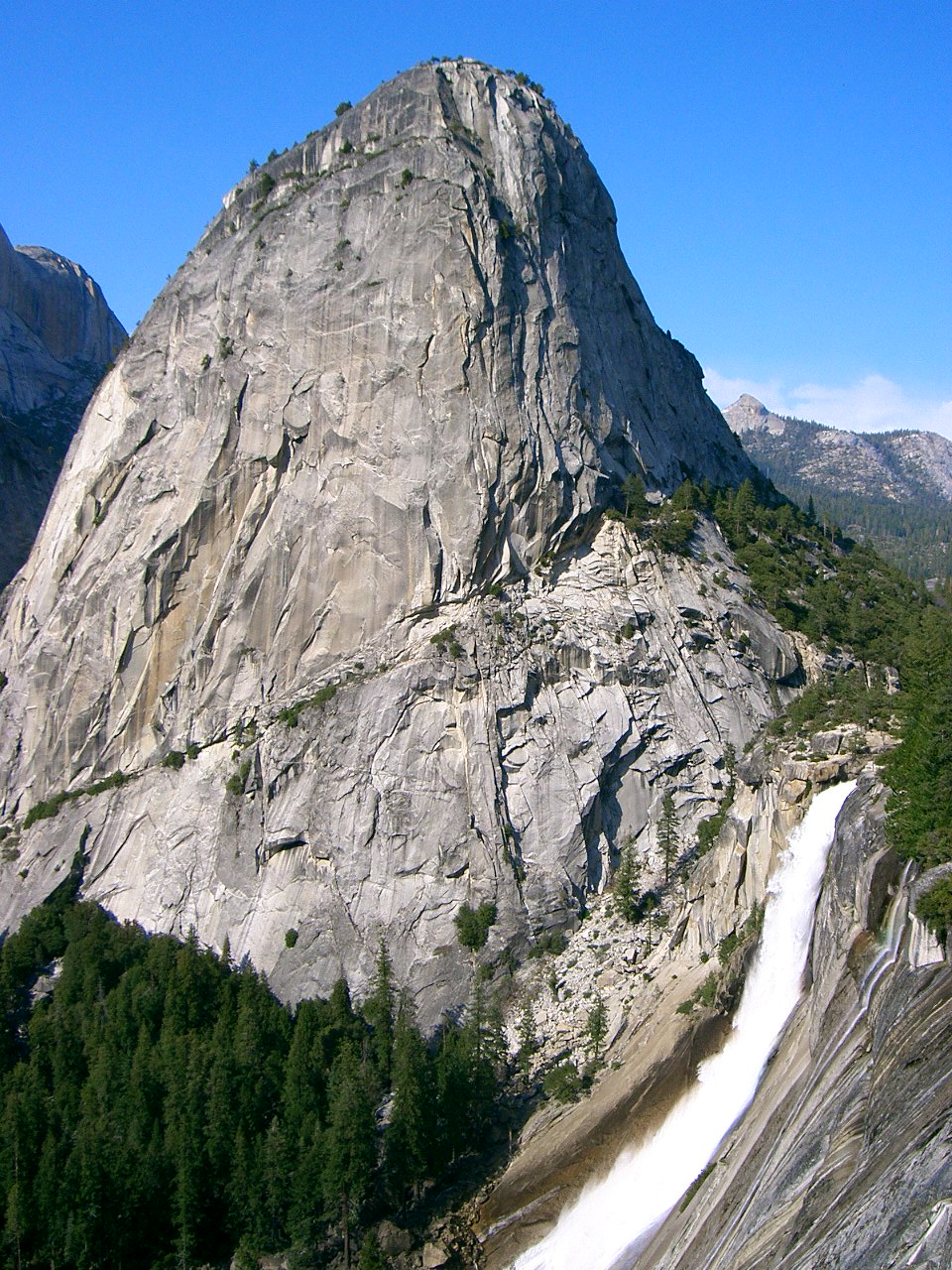
Liberty Cap en el Parque nacional de Yosemite, California, Estados Unidos
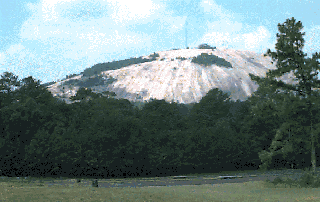
Stone Mountain en el estado estadounidense de Georgia